# Parcoblatta zebra
Parcoblatta zebra är en kackerlacksart som beskrevs av Morgan Hebard 1917. Parcoblatta zebra ingår i släktet Parcoblatta och familjen småkackerlackor. Inga underarter finns listade i Catalogue of Life.